# 12 cm/50 Model 1950
 12cm/50 Model 1950  (швед. 12 cm automatkanon M/50) — 120-миллиметровая корабельная универсальная артиллерийская установка, разработанная в Швеции компанией «Бофорс». Стала одним из первых в мире полностью автоматическим корабельным орудием среднего калибра, но широкого распространения не получила. Ею были оснащены шведские эсминцы типа «Халланд» и «Эстергётланд», нидерландские типа «Фрисланд», а впоследствии и нидерландские же фрегаты типа «Тромп». Основной положительной чертой этой системы стала её очень высокая скорострельность — до 45 выстрелов в минуту на ствол, что обеспечивало вооружённым ею кораблям значительную огневую мощь.